# Hamdi Rouid
Hamdi Rouid, né le 13 novembre 1984 à Sfax, est un footballeur tunisien. Il évolue au poste de défenseur central.

## Clubs
- 2007-2012 : Club sportif sfaxien ( Tunisie)
- 2013-2017 : Stade tunisien ( Tunisie)

## Palmarès
- Coupe de la CAF (2) : 2007, 2008
- Coupe nord-africaine des vainqueurs de coupe (1) : 2009
- Coupe de Tunisie (1) : 2009